# Jan Looten
Jan Looten, né en 1618 à Amsterdam et mort en 1681 en Angleterre, est un peintre paysagiste néerlandais,.